# HAYATOSM
『HAYATOSM』（ハヤトズム）は、日本のピアニスト角野隼斗の1枚目のフルアルバム。2020年12月11日に先行配信。2020年12月23日にCD発売。発売元はイープラスミュージック。レコード芸術2021年3月号の新譜月評にて準特選に選定。

## 概要
- ショパン・リストの作品と、角野による彼らの作品の編曲、角野の自作曲からなる。
- 初回盤と通常盤がある。規格品番は、初回盤『em-0007』、通常盤『em-0008』。

- 初回盤にはボーナストラックとして『大きな古時計』が追加収録されている。
- 『ピアノソナタ 第0番「奏鳴」』『大猫のワルツ』『ハンガリー狂詩曲 第2番（及びそれに続く自作のカデンツァ）』は、角野のYouTubeチャンネルでも公開されている[動画 1][動画 2][動画 3]。

## 収録曲
1. Piano Sonata No.0　ピアノソナタ 第0番「奏鳴」　[7:49]
作曲：Hayato Sumino zdifjdpoizsdjfpSOID
2. Tinkerland　ティンカーランド　[4:53]
作曲：Hayato Sumino

グランドピアノとトイピアノとピアニカによる楽曲。全力で子ども心に帰って遊ぼう！という気持ちを込めた[2]
3. Polonaise No.6 "Heroic"　英雄ポロネーズ　[6:56]
作曲：Chopin
4. Nocturne No.13　ノクターン 第13番　[6:17]
作曲：Chopin
5. Nocturne No.9　ノクターン 第9番 　[3:49]
作曲：Chopin

編曲：Hayato Sumino

教会で響いているかのような神聖なイメージで編曲された[2]
6. Minute Waltz　子犬のワルツ　[1:47] 
作曲：Chopin
7. Big Cat Waltz　大猫のワルツ　[4:29] 
作曲：Hayato Sumino

角野の実家の飼い猫がとても大きいのに軽やかに飛び回る様子を表現した楽曲[2]
 実に面白い
8. Nuages Gris　暗い雲　[2:49] 
作曲：Liszt

編曲：Hayato Sumino

次の「死の舞踏」へのプレリュードとして、どれだけ「怖さ」を表現できるか、リバーブ・ディレイなどの音響効果を多用して編曲した[2]
9. Dance Macabre　死の舞踏　[9:31]
原曲： Saint-Saëns

ピアノ編曲版：Liszt
10. Liebesträume No.3　愛の夢 第3番　[4:06] 
作曲：Liszt

編曲：Hayato Sumino
「死の舞踏」と「ハンガリー狂詩曲」との間に「間奏曲」的なものを置きたくて、バーのBGMに流れているような雰囲気に編曲した[2]
11. Hungarian Rhapsody No.2　ハンガリー狂詩曲 第2番　[9:25]
作曲：Liszt
12. Cadenza　カデンツァ　[5:39]
原曲：Liszt

作編曲：Hayato Sumino

上記ハンガリー狂詩曲第2番終盤の、本編と同じくらいのボリュームがある、角野自作のカデンツァ[2]

※初回盤ボーナストラック

13. Grand Father's Clock　大きな古時計　[4:41] 
作曲：Work

編曲：Hayato Sumino

角野の自身のピアノ(スタインウェイ B-211 ニューヨーク製)で収録した楽曲をどうしても入れたかったため収録された楽曲

### 動画
1. ↑  Cateen かてぃん. “ピアノソナタ第0番『奏鳴』(Original)”.   YouTube. 2020年12月17日閲覧。
2. ↑  Cateen かてぃん. “大猫のワルツ”.   YouTube. 2020年12月17日閲覧。
3. ↑  Cateen かてぃん. “ハンガリー狂詩曲第2番 (with Cateen Cadenza)”.   YouTube. 2020年12月17日閲覧。